# Marriages
I Marriages sono un gruppo rock statunitense, formatosi nel 2011 a Los Angeles. La band è capitanata dalla cantante e musicista Emma Ruth Rundle, nota anche come artista solista. Attualmente sono parte della Sargent House e hanno pubblicato due album.

## Discografia

### Album
- 2012 - Kitsune
- 2015 - Salome

### Live
- 2015 - Audiotree